# Лаборатория за реактивно движение
Лабораторията за реактивно движение (на английски: Jet Propulsion Laboratory, известна със съкращението JPL) e изследователски център на НАСА, разположен в градовете Пасадена и Ла Каньяда Флинтридж (La Cañada Flintridge), близо до Лос Анджелис, Калифорния, САЩ.
Под ръководството на Калифорнийския технологичен институт (Caltech) в центъра се строят и обслужват безпилотни космически апарати за НАСА. Сред активните проекти са мисията Касини-Хюйгенс към Сатурн, Марс Риконъсънс Орбитър и космическия телескоп Spitzer.
Две от съоръженията на JPL – Центърът за управление на космически полети (Space Flight Operations Facility) и 25-футовия космически симулатор, притежават статута „Национална историческа забележителност на САЩ“ (National Historic Landmark).

## История
JPL води началото си от 30-те години на XX век, когато инженерът-аеродинамик Теодор фон Карман (Theodore von Kármán) започва експерименти с реактивни двигатели в намиращата се на това място Гугенхаймова лаборатория по аеронавтика. Началото на JPL e положено през 1936 г. от аспирантите на Caltech Франк Малина (Frank Malina), Тсиен Хсуе-шен (Qian Xuesen), Уелд Арнолд (Weld Arnold) и Аполо Смит (Apollo M. O. Smith), съвместно с учените Едуард Формън (Edward S. Forman) и Джак Парсънс (Jack Parsons), които изпитват малък, работещ с алкохол ракетен двигател, за да се съберат данни за дисертацията на Малина. Ръководител на дисертацията на Малина е Карман, които през 1939 г. осигурява финансова подкрепа от американската армия за разработването на ракетни двигатели. Въпреки че в съвременния английски език jet се отнася предимно за турбореактивен двигател, в основата на дейността на JPL винаги е било разработването и построяването на ракетни двигатели, не на турбореактивни или други видове реактивни двигатели, използващи околния въздух – по времето, когато е основана, ракетите също са били наричани jets.
По време на Втората световна война Въздушните сили на Армията на САЩ поискват JPL да анализира ракетата Фау-2, разработена от Нацистка Германия, както и да работи върху други проекти като част от военното усилие.  Архив на оригинала от 2008-06-25 в Wayback Machine. В резултат на това изследване JPL разработва ракетата MGM-5, първата американска управляема ракета „земя-земя“, на която е дадена ядрена бойна глава. Този проект по-късно води до появата на ракетата MGM-29, докато не бива прекратен през 1977 г.
Към 1958 г. правителственото участие в JPL е пренесено в новосъздадената НАСА и JPL се специализира в безпилотни космически полети. Инженерите на JPL създават първите американски изкуствени спътници (програмата „Explorer“), както и безпилотните сонди от програмите „Ranger“ и „Surveyor“ за изследване на Луната, проправили път на програмата „Аполо“. JPL участва и при междупланетните полети с програмата „Маринър“ за изследване на Венера, Марс и Меркурий. През 1970-те усъвършенстваните апарати от програмата „Viking“ са изпратени към Марс, а тези от програмата „Вояджър“ – към Юпитер, Сатурн и отвъд. През 1990-те сондата „Magellan“ е изпратена да картографира Венера, „Galileo“ влиза в орбита около Юпитер и го изучава интензивно, а нова поредица от апарати изследва Марс, включително Марс Патфайндър и Марс Глобъл Сървейър. Към средата на 2008 г. JPL управлява „Касини-Хюйгенс“, изучаваща Сатурн от орбита, сондата „Стардъст“, която събира кометен прах, космическия телескоп Spitzer и трите текущи мисии до Марс – Марс Експлорейшън Роувър („Спирит“ и „Опъртюнити“), Марс Одисей и Марс Риконъсънс Орбитър.

## Местоположение
Почти всичките 72 хектара площ, които са собственост на американското Федерално правителство на САЩ (всъщност на НАСА) и образуват кампуса на JPL, са разположени всъщност в град Ла Каньяда Флинтридж, но главният вход на лабораторията и няколко от сградите се намират в Пасадена и затова JPL поддържа адреса си там – 4800 Oak Grove Drive, Pasadena, CA 91109. Съществува рядко проявяващ се конфликт между двата града за това кой да бъде споменаван в медиите като дом на лабораторията.

## Допълнителна информация
- Официален сайт на JPL
- MG Lord. Astro Turf: The Private Life Of Rocket Science.   New York, Walker & Company, 2005. ISBN 0-8027-1427-7.